# Chicago blues
Il Chicago blues è una forma di blues sviluppatasi intorno agli anni '40 nella zona di Chicago.

## Storia
Nato nei dintorni di Chicago, nello Stato di Illinois, verso la fine degli anni quaranta e l'inizio degli anni cinquanta. Inizialmente traeva fondamento nel Delta blues, specializzato poi per gruppi musicali con pochi elementi. Fra gli strumenti utilizzati batteria, basso, chitarra, armonica a bocca, pianoforte, più raramente sassofono.

## Artisti Chicago blues
- Koko Taylor
- Luther Allison
- Billy Boy Arnold
- Carey Bell
- Lurrie Bell
- Scrapper Blackwell
- John Brim
- Lonnie Brooks
- Jimmy Burns
- Paul Butterfield
- James Cotton Blues Band
- Jimmy Dawkins
- Bo Diddley
- Willie Dixon
- Champion Jack Dupree
- Buddy Guy
- J.B. Lenoir
- Robert Lockwood Jr.
- Big Maceo Merriweather
- Charlie Musselwhite
- John Primer
- Jimmy Rogers
- Otis Rush
- Johnny Shines
- Otis Spann
- Little Walter
- Muddy Waters
- Junior Wells
- Sonny Boy Williamson I
- Sonny Boy Williamson II (Rice Miller)
- Howlin' Wolf
- Mighty Joe Young
- Memphis Minnie
- Tampa Red
- Tab Benoit
- The Hollywood Blue Flames